# Episodi di Love Boat (terza stagione)
La terza stagione di Love Boat è stata trasmessa per la prima volta negli Stati Uniti a partire dal 15 settembre 1979 e fino al 3 maggio 1980.
| nº | Titolo originale                                                                                                   | Titolo italiano          | Prima TV USA      | Prima TV Italia       |
| -- | --- | ------------------------ | ----------------- | --------------------- |
| 1  | The Wedding: Carol and Doug's Story / Peter and Alicia's Story / Julie's Story / Buddy and Portia's Story: Part 1  | Il Matrimonio 1 parte    | 15 settembre 1979 | Il Matrimonio 1 Parte |
| 2  | The Wedding: Carol and Doug's Story / Peter and Alicia's Story / Julie's Story / Buddy and Portia's Story: Part 2  | Il Matrimonio 2 parte    | 15 settembre 1979 |                       |
| 3  | The Oldies But Goodies / The Grass Is Always Greener / Stages of Love                                              | Sulla Mia Strada         | 22 settembre 1979 |                       |
| 4  | Doc, Be Patient / Dance with Me / Going My Way                                                                     | Lo Scoop                 | 29 settembre 1979 |                       |
| 5  | The Audit Couple / The Scoop / My Boyfriend's Back                                                                 | Ci Siamo Quasi Visti     | 6 ottobre 1979    |                       |
| 6  | Gopher's Greatest Hits / The Vaction / One Rose a Day                                                              |                          | 13 ottobre 1979   |                       |
| 7  | Crew Confessions / Haven't I Seen You? / Reunion                                                                   | Mai Dire Addio           | 20 ottobre 1979   |                       |
| 8  | Cindy / Play by Play / W hat's a Brother For?                                                                      |                          | 27 ottobre 1979   |                       |
| 9  | Never Say Goodbye / A New Woman / Trial Romance                                                                    |                          | 3 novembre 1979   |                       |
| 10 | The Critical Success / The Love Lamp Is Lit / Take My Boy Friend, Please / Rent a Family / Man in Her Life: Part 1 | Fratellanza Del Del Mare | 10 novembre 1979  |                       |
| 11 | The Critical Success / The Love Lamp Is Lit / Take My Boy Friend, Please / Rent a Family / Man in Her Life: Part 2 | Giovane Amore            | 10 novembre 1979  |                       |
| 12 | The Brotherhood of the Sea / Letter to Babycakes / Daddy's Pride                                                   | Il Prossimo Passo        | 17 novembre 1979  |                       |
| 13 | Not Now, I'm Dying / Eleanor's Return / Too Young to Love                                                          |                          | 24 novembre 1979  |                       |
| 14 | The Stimulation of Stephanie / The Next Step / Life Begins at 40                                                   |                          | 1 dicembre 1979   |                       |
| 15 | The Spider Serenade / Next Door Wife / Harder They Fall                                                            | A Lieto Fine             | 8 dicembre 1979   |                       |
| 16 | Doc's Ex' Change / The Gift / Making the Grade                                                                     |                          | 15 dicembre 1979  |                       |
| 17 | April's Love / Happy Ending / We Three                                                                             |                          | 12 gennaio 1980   |                       |
| 18 | The Kinfolk / Sis and the Slicker / Moonlight and Moonshine / Affair: Part 1                                       | Combina Coppie           | 19 gennaio 1980   |                       |
| 19 | The Kinfolk / Sis and the Slicker / Moonlight and Moonshine / Affair: Part 2                                       |                          | 19 gennaio 1980   |                       |
| 20 | Rent a Romeo / Matchmaker, Matchmaker / Y' Gotta Have Heart                                                        |                          | 26 gennaio 1980   |                       |
| 21 | The Captain's Ne'er-do-well Brother / The Perfect Match/ Remake                                                    |                          | 2 febbraio 1980   |                       |
| 22 | Not So Fast, Gopher / Haven't We Met Before? / Foreign Exchange                                                    | Colpo Di Fortuna         | 9 febbraio 1980   |                       |
| 23 | Another Time, Another Place / Doctor Who / Gopher's Engagement                                                     |                          | 1 marzo 1980      |                       |
| 24 | Dumb Luck / Tres Amigos / Hey, Jealous Lover                                                                       |                          | 15 marzo 1980     |                       |
| 25 | Celebration / Captain Papa / Honeymoon Pressure                                                                    | Maniaco Invisibile       | 29 marzo 1980     |                       |
| 26 | The Vicki's First Love / Accident Prone / High Cost of Loving                                                      |                          | 5 aprile 1980     |                       |
| 27 | Invisible Maniac / September Song / Peekaboo                                                                       |                          | 19 aprile 1980    |                       |
| 28 | The Caller / Marriage of Convenience / No Girls for Doc / Witness for the Prosecution                              |                          | 3 maggio 1980     |                       |